# 빔강

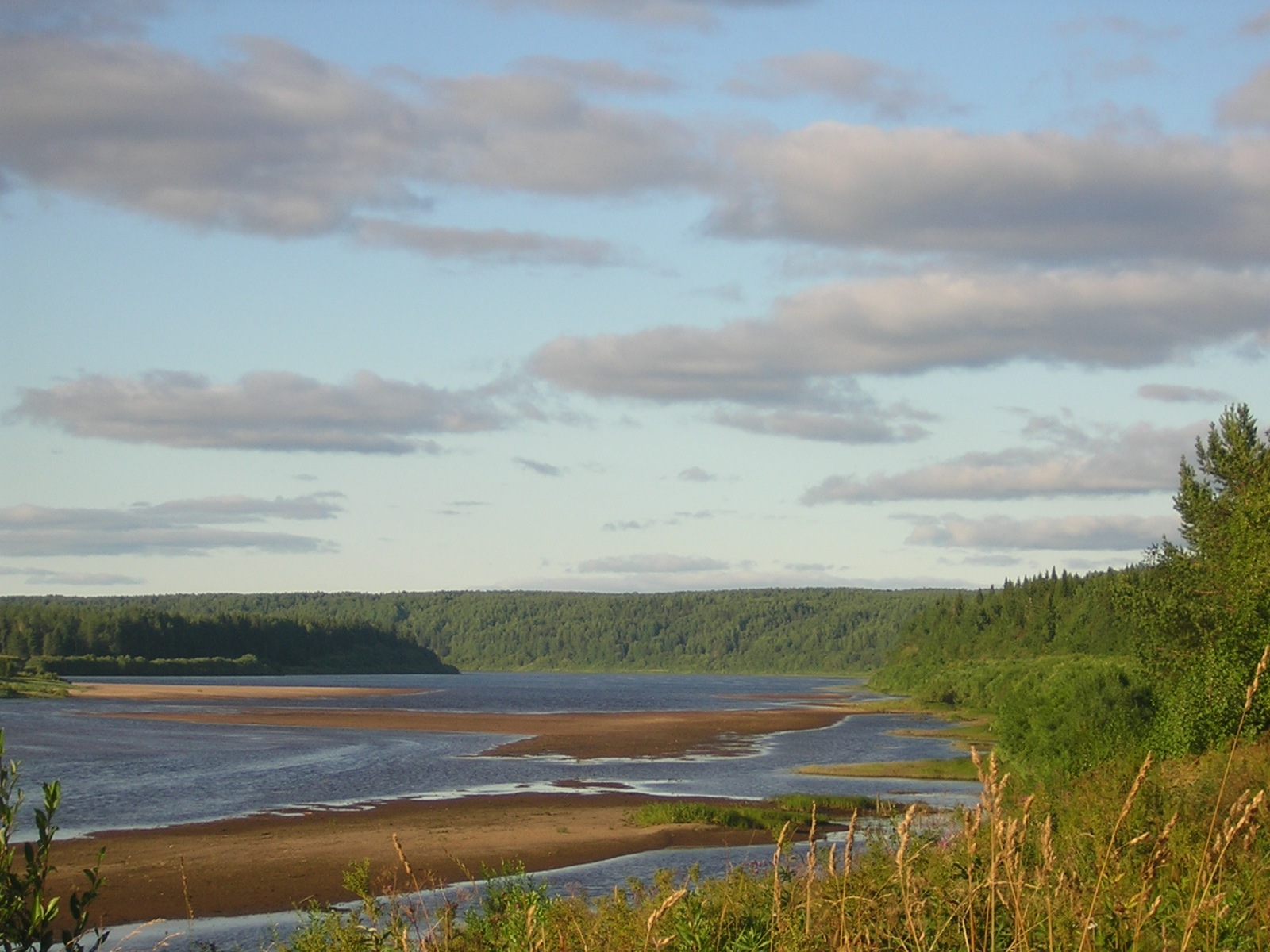

빔강(러시아어: Вымь, 코미어: Вымь)은 코미 공화국을 흐르는 강이다. 유역 길이는 499 km이다.